# クリフ・バルソン
クリフォード・ジーン・クリフ・バルソム (英語: Clifford Gene "Cliff" Balsom、1946年3月25日 - ) は、イギリスの元サッカー選手。トーキー・ユナイテッドにおいてディフェンダーとして活躍した。

## 生涯

### 出生
1946年3月25日にイングランドのデヴォンのトーキーにて誕生する。

### 選手時代
トーキー・ユナイテッドのディフェンダーの見習いとしてチームに入団した。
1964年1月25日、17歳の時にブーサムクレセントにおけるヨーク・シティーとの試合にてデビューを果たした。4回にわたるリーグ戦の末、1964年1月にデビューを果たしてからわずか4か月程でスウィンドン・タウンに移籍した。後にトーキーユナイテッドへ戻ってくるが、失敗が続きまもなくフットボールリーグを去る。